# Jeff Dahlgren
 (juin 2024).
Si vous disposez d'ouvrages ou d'articles de référence ou si vous connaissez des sites web de qualité traitant du thème abordé ici, merci de compléter l'article en donnant les références utiles à sa vérifiabilité et en les liant à la section « Notes et références ».
Pour les articles homonymes, voir Dahlgren.
Jeff Dahlgren, né le 9 octobre 1965 à Los Angeles, est un guitariste et producteur musical américain, connu pour sa collaboration avec Mylène Farmer.

## Biographie
Membre du groupe de punk rock Waste Youth dans les années 1980, il collabore ensuite avec Mylène Farmer. On le voit aux côtés de cette dernière dans le film Giorgino réalisé par Laurent Boutonnat en 1994, et dans lequel il tient le rôle-titre, faisant à cette occasion ses débuts de comédien à l'écran.  
Après Giorgino, Mylène Farmer ira en Californie et poursuivra sa collaboration musicale avec Jeff Dahlgren. Il participe à l’album Anamorphosée de la chanteuse, apportant une touche rock à l'album. Il sera crédité dans les musiciens des albums studio Anamorphosée et Innamoramento. Il est présent, à la guitare, aux concerts du Tour 1996 et du Mylènium Tour du 21 septembre 1999 au 8 mars 2000.
En 2001, avec Mylène Farmer et sa boite de production Dichotomie, il produit une jeune chanteuse, Christia Mantzke. Jeff Dahlgren sera aussi membre du groupe de musique KatsüK. Ce groupe basé à Fort Worth au Texas aux États-Unis est constitué de plusieurs membres : Daniel Katsük,  Evan O’Jones, Matt Skates, Orion Ritts et Jeff Dahlgren, producteur, guitariste et que l’on retrouve également crédité pour les « voix » avec Daniel Katsük.